# Linus
Linus er et drengenavn af græsk oprindelse, som også blev brugt af romerne. Det kan henvise til bl.a.:
- Pave Linus (død i 79) – pave og helgen
- Linus Gerdemann (født i 1982) – tysk cykelrytter
- Linus Pauling (1901-1994) – amerikansk kemiker og nobelpristager
- Linus Persson (født i 1988) – svensk håndboldspiller
- Linus Thörnblad (født i 1985) – svensk højdespringer
- Linus Torvalds (født i 1969) – finsk programmør og skaber af Linux